# Julius Rodenberg
Julius Rodenberg, född den 26 juni 1831 i Rodenberg (Hessen-Nassau), död den 11 juli 1914, var en tysk författare.
Rodenberg blev 1856 juris doktor i Marburg. Han uppehöll sig flera år i Storbritannien och bosatte sig 1859 i Berlin, där han 1862–1864 utgav Deutsches Magazin och 1867–1874 Salon für Literatur, Kunst und Gesellschaft samt 1874 uppsatte Deutsche Rundschau, vars ledare han var till sin död och i vilken han med välvilja och förstående uppmuntrade yngre författare. Rodenberg skrev dikter, bland andra König Haralds Totenfeier (1853; 3:e upplagan 1856) och Gedichte (1863; 5:e upplagan 1880). Bland hans romaner märks Die Strassensängerin von London (1861; "Gatusångerskan i London", samma år), den historiska romanen Von Gottes Gnaden (5 band, 1870), som försiggår på Oliver Cromwells tid, och Berlinskildringen Die Grandidiers (3 band, 1878; 2:a upplagan 1890). 
Mest känd är emellertid Rodenberg genom sina rese- och kulturskildringar, av vilka i synnerhet de från England äger stor förtjänst. Här kan nämnas Tag und Nacht in London (1862, 4:e upplagan 1864; "Dag och natt i London", 1862), Paris bei Sonnenschein und Lampenlicht (2:a upplagan 1867; "Paris vid dagsljus och lyktsken", samma år), Studienreisen in England (1872; "Bilder ur lifvet i England", 1873), Belgien und die Belgier (1881), Bilder aus dem Berliner Leben (1885–1888; 3:e upplagan 1890) och Eine Frühlingsfahrt nach Malta (1893). Bland hans övriga, talrika alstring finns en biografi över Dingelstedt (2 band, 1891) och Erinnerungen aus der Jugendzeit (2 band, 1899). Den 1901 till hans ära utgivna festskriften innehåller även en bibliografi.